# 阮長祚
阮長祚（越南语：／，1828年—1871年），越南阮朝時期改革志士，乂安省興元縣裴洲村人，信奉天主教，年幼時受過越南傳統教育，1859年赴法國，學習西方文化及科學知識，至1861年歸國。阮長祚曾向越南嗣德皇帝上奏，提出從內政、軍事、外交、文教等方面進行改革，遭阮朝士大夫猛烈抨擊，不過嗣德帝仍於1866年，遣阮長祚到法國，購買新機器及招聘技術人員，可是不久因法國入侵越南南圻西部，被急召回國。到1871年去世。

## 早年經歷及學習西方文明
阮長祚於越南阮朝明命九年（1828年）生於乂安省英山府興元縣海都總裴𤬪社裴洲村。父親阮國書是一位中醫。阮長祚年幼時曾讀過《三字經》、《三千字》、四書五經等傳統書籍，在詩文、算術方面具有才華。但因阮長祚信奉天主教，故此他成年後應考鄉試時，遭到地方官員的偏見，而從考生名冊上除名。此後，嗣德十一年（1858年），到乂安省新邑的天主教區教授教友漢文，並向法國教士戈蒂埃（Gauthier；另有越南名「阮德厚」）學習法語、法國文學、拉丁語及科學。
嗣德十二年（1859年），阮德厚因鑑於阮朝政府對宗教迫害加劇，便返回法國，阮長祚與他同行。到羅馬時，阮長祚謁見教宗庇護九世，獲勳銜及一批歐洲文獻。其後，阮長祚致力學習歐洲的科學、文學、社會、海運、建築、化學等範疇，曾參觀製絲工廠、法國北部的煤井及東部的冶金工廠。

## 歸國及主張改革
嗣德十四年（1861年），阮長祚返回越南，途經香港及中國廣州，注意考察鄉村建設和資源開發等事項。其後到達西貢（當時被法國佔領），獲法軍邀請擔任翻譯，不久因見法國人對越交涉態度漸趨強硬，因而辭去，暫住嘉定。嗣德十五年（1862年），法國與阮朝政府簽訂《第一次西貢條約》，阮朝割讓邊和省、嘉定省、定祥省予法國。曾為法人服務的阮長祚為了避嫌，便於嗣德十六年寫陳情表奏呈阮廷，表明自己對國家民族的忠誠。

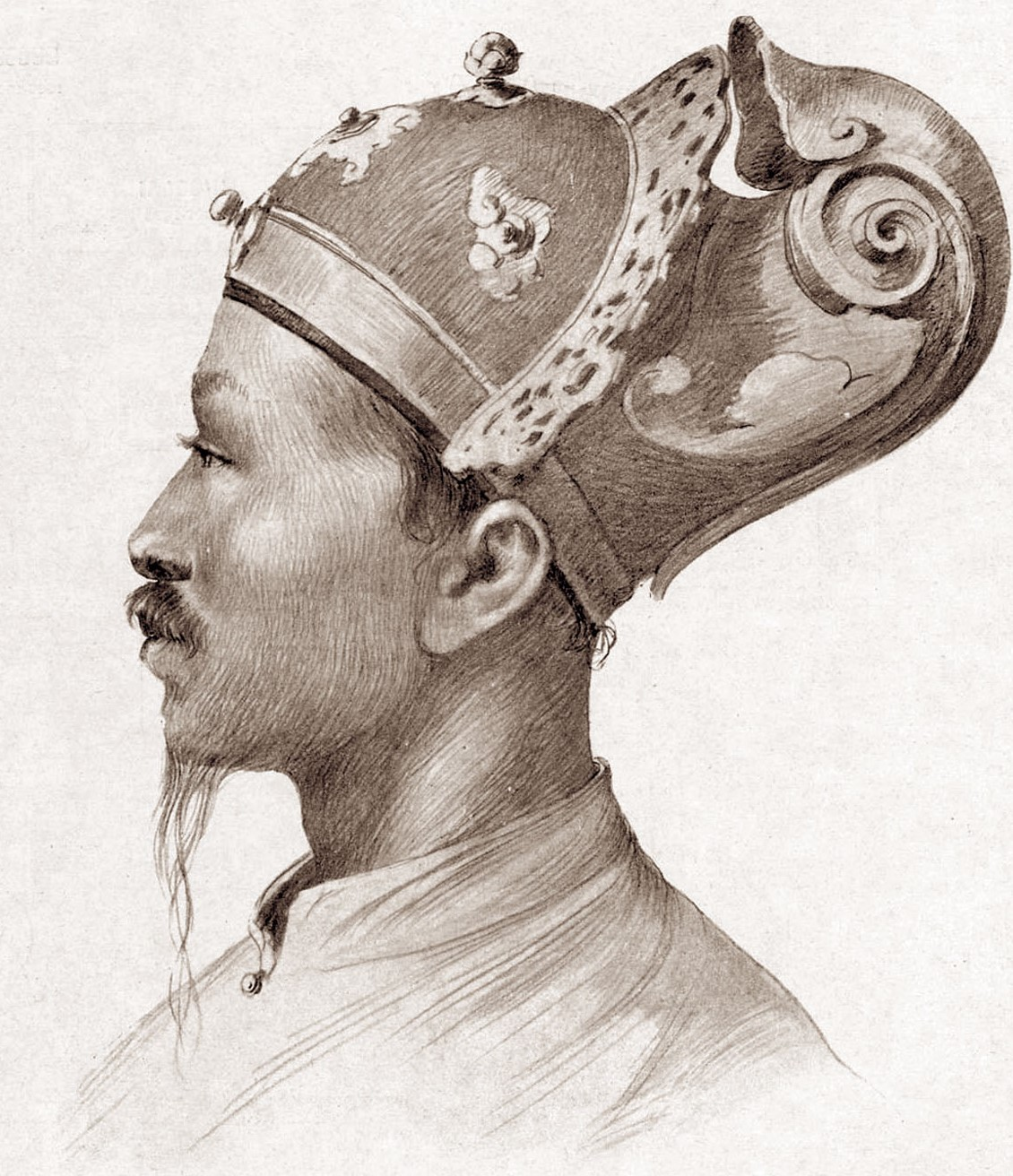
嗣德帝

阮長祚見越南深受法國的壓力，便在嗣德十六年農曆二月（1863年3月）至嗣德二十四年九月（1871年10月至11月）期間，先後凡十五次上書給嗣德皇帝及有關大臣，提出實行改革的建議。其改革建議要點如下：
- 內政方面：

1. 削減全國的省、府、縣、州數目，裁汰官員，提升政府官員的素質及待遇，杜絕貪污瀆職、腐敗剝削及其他惡習。
2. 劃分行政與司法二權，司法官員應具獨特的立場以做裁判。
3. 按人口調查及土地測量的結果，以公平稅制。對地主的稅率則提高，又設奢侈品稅，賭博、菸酒、鴉片等徵重稅。另外為了保護本國產品，對來自中國的茶葉、布料增稅。
4. 開發地下資源，以發展農業及工業。

- 軍事方面：

1. 設士官學校，從西歐聘請專家培養士官。
2. 國防方面，在要衝設置要塞，改良軍器，儲藏物資以備戰爭，整頓水路交通。

- 外交方面：

1. 與世界列強建交，派遣使節及領事到各國，維持友好關係，有助留意世界局勢及汲取各國知識，又可使外國人增加在越南通商後，由於有利害關係，故此不能貿貿然入侵越南。
2. 與法國聯合，因為與之交戰對越南不利，而聯合則可讓越南有足夠能力對付其他國家。
3. 效法泰國的開放門戶及和親政策，並反對在外交政策上與中國走相同路線。

- 文教方面：

1. 棄用漢文（文言文），改用喃文。
2. 喃字普及後，可用羅馬字作為越南語表記，為使羅馬字的普及與知識傳播加速，須成立報社，發行報紙來推進民眾教育。
3. 在科舉制度上，主張廢止考四書五經，改考法律、經濟、農學、天文、機械等實用學科。
4. 派留學生赴西歐學習先進技術。[4]

阮長祚的改革方案，在當時的朝廷上受到甚大的反對聲音。近代越南學者陳仲金指出，當日的政治風氣仍相當守舊，「肩負我國政治責任的人，只會專心留意於文章，徒誇筆硯之藝，論及國事則非堯、舜，即夏、商、周，以幾千年前之事引以為現時之規範，爾後傲然自誇勝過他人，視天下之人為野蠻之人。雖然曾有一些人到過國外，目睹世界的景象，回國後言之，則被在家的老者們認為是胡言亂語，毁壞紀綱」；「阮長祚回國，寫了幾篇條陳，歷述我國情勢和各國景象，請求皇帝早改革，否則將有亡國之虞。皇帝將此條陳交官閱議。廷臣皆以為他是一派胡言，無人肯聽信」。西方學者威廉·杜克亦提到阮長祚提出的內部改革方案，只在朝廷上經過敷衍的考慮，並遭有關官員反對，並很快地遭到遺忘。

## 在故鄉的政績
嗣德十八年（1865年），阮長祚回到故鄉乂安省興元縣裴洲村時，曾對當地作出多項貢獻，如改良水利、開墾土地、建設村落，設置教堂。嗣德十九年（1866年），阮長祚受命查探乂安省與河靜省的地下資源，該年六月又受當地官員黃佐炎之請，負責開鑿運河鐵港涇，以貫通榮市和擴路，有助該地區的開發。

## 奉命赴法及去世
阮長祚憑著其在故鄉乂安省的功績，而獲官員黃佐炎的稱讚，這亦引起嗣德帝的注意，於是接見阮長祚，並因他對答得體而賞賜金磬一面。另外，阮長祚提出的改革主張，雖然被阮朝一眾官員強烈反對，但嗣德帝了解到當時遠東的局勢，並對於法國入侵下的國家前途感到不安，因而願意採取其改革主張中的一部份。於是，便決定派遣阮長祚赴法。
嗣德十九年（1866年）九月，阮長祚奉阮朝政府之命，與戈蒂埃教士（阮德厚）等人前往法國，打算招聘西方技術人員及購買機器，包括鐵製馬車一輛、電信機二部、印刷機及備品、數學書二部、航海學概論二部、電氣盤二件、木桌一件、氣壓計五件、發電機二件、硝酸及硫酸之試藥箱五箱。不過到嗣德二十年（1867年），因法國軍隊入侵越南南圻的永隆省、安江省及河仙省，越法關係緊張，阮長祚又隨即奉命回國。嗣德二十一年（（1868年），阮長祚再度阮朝之命赴法，但因病而未成行。嗣德二十四年（1871年），再次奉命率越南留學生赴法，但因風濕加劇而最終無法參與，並於該年11月22日去世，享年四十三歲。
啟定十年（1925年），阮廷追贈阮長祚為翰林院直學士，諡溫穆。

## 評價
阮長祚生活的時代，其祖國越南深受法國的軍事壓力，但他設方想法尋求國家強起來，對此，學者陳荊和亦加以肯定：「阮長祚於法領之印度支那，對如何拯救面臨帝國主義侵略瀕臨滅亡邊緣之祖國費盡苦心，為摸索有效之方策，將自己之熱情與生命貢獻出來。」